# ویکی‌پدیای بوسنیایی
ویکی‌پدیای بوسنیایی (به بوسنیایی: Wikipedia na bosanskom jeziku) نسخهٔ بوسنیایی زبان وب‌گاه ویکی‌پدیا است که تا ۴ دسامبر ۲۰۱۰ دارای ۳۰٫۱۱۲ نوشتار بود.
این دانشنامه تا ۱۵ سپتامبر ۲۰۱۱ با بیش از ۳۱٬۰۰۰ مقاله در رتبه هفتادم ویکی‌پدیاها قرار دارد.